# 니시큐슈 신칸센
니시큐슈 신칸센(일본어: 西九州新幹線, にしきゅうしゅうしんかんせん)은 일본 사가현 다케오시의 다케오온센역에서 나가사키현 나가사키시 나가사키역까지 운행하는 신칸센이다. 2008년에 착공이 시작되어 2022년 9월 23일에 개업했다.

## 개요
전국 신칸센 철도 정비법에 의거한 신칸센 철도로서 처음 계획된 3개 노선 중 하나이다. 1973년에 정비 계획이 결정된 5개 노선(소위 '정비 신칸센') 중 하나로, 정비 계획이 결정된 이후 사가현의 경로 선정, 정비 방법, 공사 비용 문제로 난항을 겪은 끝에, 2008년에 이사하야역 인근에 착공식을 갖추었고 공사가 진행되었다. 당초 다케오 온센 ~ 나가사키 구간만 신칸센 선로를 새로 건설하고, 다케오 온센 이북 구간에 재래선을 그대로 유지하고 궤간가변에 대응하는 신칸센 열차를 개발해 두 구간을 운행하는 방안이 검토되었다.
그러나 궤간가변에 대응하는 열차가 개발에 어려움을 겪었고, 2022년 9월 23일에 개통을 목적으로 다케오 온센 이북 구간에 열차 환승을 위해 릴레이 시스템 도입을 검토하고 있다. 또한 큐슈여객철도는 차량과 정비여건 개선에도 포화 상태에 이르고 있는 선로 용량 문제 해결이 불가능하면서 궤간가변열차 도입을 포기하고 신칸센 규격에 맞게 건설하는 방향으로 선회했다.

### 노선 정보
- 영업 거리: 66.0 km
- 역 수: 5
- 궤간: 1,435 mm
- 복선화 구간: 전 구간
- 전철화 구간: 전 구간 교류 25,000V (60 Hz)
- 최고 속도: 260km

## 역 목록
＊ 표가 붙인 역 명칭은 2020년 11월 26일에 명칭이 최종 확정되었다.
| 역 이름        | 가모메 | 일본어 이름 | 접속 노선                                              | 소재지     | 소재지     |
| -------------- | ------ | ----------- | ------------------------------------------------------ | ---------- | ---------- |
| 다케오 온센    | ●      | 武雄温泉    | 사세보 선                                              | 사가현     | 다케오시   |
| 우레시노 온센* | ◆      | 嬉野温泉    |                                                        | 사가현     | 우레시노시 |
| 신오무라*      | ◆      | 新大村      | 오무라 선                                              | 나가사키현 | 오무라시   |
| 이사하야       | ●      | 諫早        | 나가사키 본선, 오무라 선 시마바라 철도 시마바라 철도선 | 나가사키현 | 이사하야시 |
| 나가사키       | ●      | 長崎        | 나가사키 본선, 나가사키 전기 궤도                      | 나가사키현 | 나가사키시 |

### 각 역의 구조
각 역 구내 배선 및 승강장 형식을 표로 나타낸다.
원칙적으로 모든 열차가 정차하여 통과 열차가 없는 역에서는 "2면 4선"의 구내 배선이 기본이다. 즉, 섬식 승강장을 2면 배치하여 정류장은 상하선에 각각 2개소, 총 4곳을 두는 구조이다. 상하선 모두 각각 2개의 열차가 동시에 정차 가능하고, 상호 환승이 가능한 배선이다.
통과 열차가 있는 역에서는, 본선(통과선)에 직접 승강장을 두지 않고, 본선과는 별도로 대피선을 설치한 후에 승강장을 두는 구조가 기본이다. 이는 승강장의 이용객과 고속으로 통과하는 열차 사이에 거리를 확보하여 풍압 등에 의한 사고를 막기 위한 목적이다.
| 배선 분류 | 2면2선+기존선 1면1선 | 2면2선                            | 2면4선 (종착역) |
| 구내도    | 150x150ピクセル      |                                   |                 |
| 해당역    | 다케오 온센          | 우레시노 온센, 신오무라, 이사하야 | 나가사키        |

## 차량
| 차량    | 최고 속도 （단위 : km/h） | 최고 속도 （단위 : km/h） | 도입 시기 | 운행 중단 시기 |
| 차량    | 가모메                    |                           | 도입 시기 | 운행 중단 시기 |
| ------- | ------------------------- | ------------------------- | --------- | -------------- |
| N700S계 | 260                       | 260                       | 2022년    | 운행 중        |

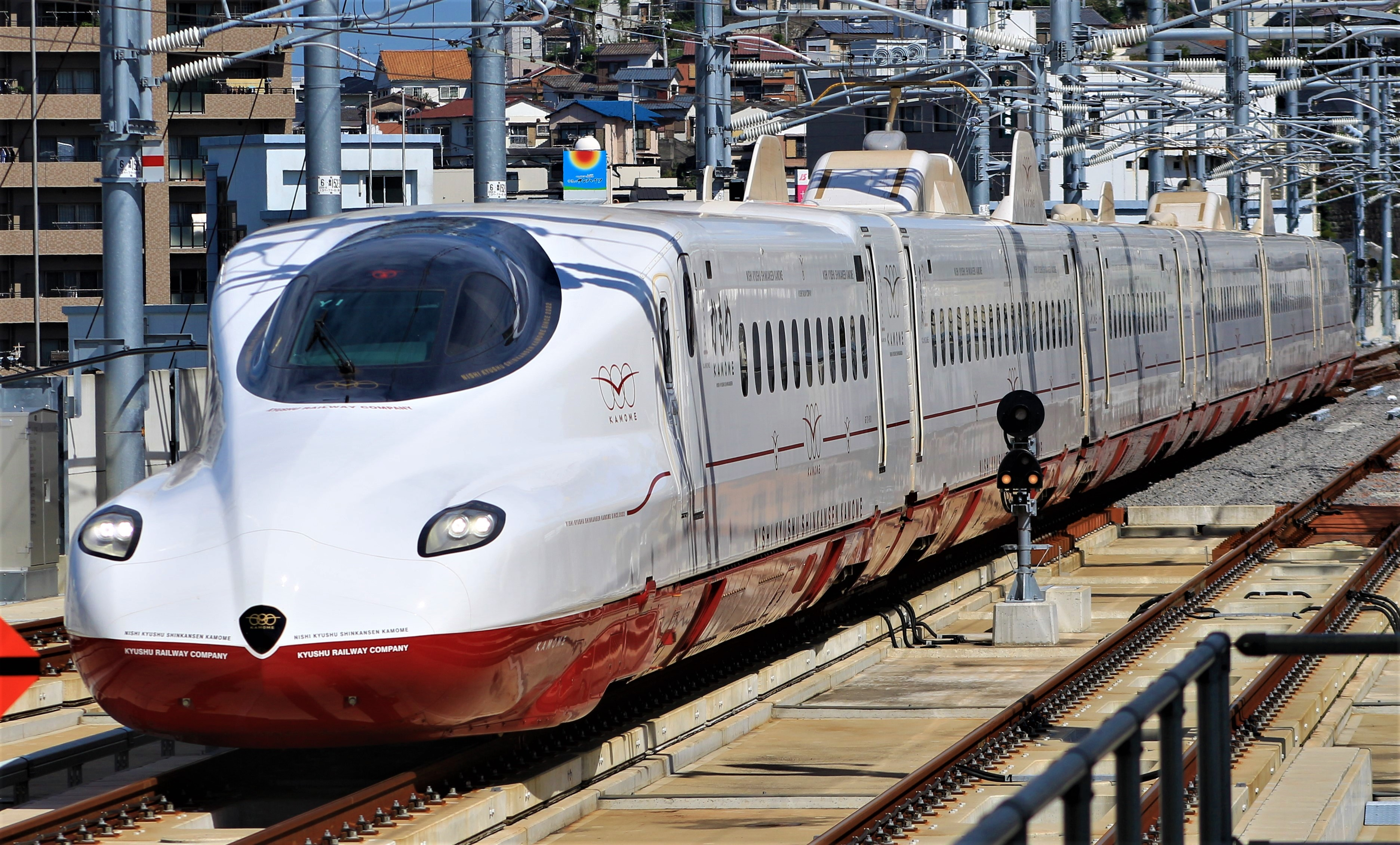
신칸센 N700S계

## 운행 형태
| 가모메                         | ● | ■ | ■ | ● | ● |
| ●＝정차；■＝일부 정차；↔＝통과 |   |   |   |   |   |

### 열차 등급

#### 가모메
가모메는 2022년에 니시큐슈 신칸센 개통과 동시에, 갈매기를 뜻하는 니시큐슈 신칸센의 단일 열차 등급이므로, 차량 정비 및 검수는 구마모토 종합 차량소 오무라 차량 관리실에서 담당하고 있다.

## 역사
- 2020년
  - 10월 28일 - N700S계 8000번대 도입 확정 및[3] 다케오 온센 ~ 나가사키 구간 개통 시 열차 명칭도 가모메(일본어: かもめ)로 확정.[4]
  - 11월 26일 - 우레시노 온센, 신오무라 역명 확정.
- 2021년
  - 4월 28일 - 나가사키 루트의 노선 명칭인 니시큐슈 신칸센(일본어: 西九州新幹線)이 확정.
  - 7월 28일 - 차량 디자인이 첫 공개.[5]
  - 9월 4일 - 다케오 온센 - 나가사키 선로 연결이 완공.

- 2022년
  - 1월 10일 : 첫 편성인 N700S계 8000번대 Y1 편성 도입.[6]
  - 9월 23일 : 개통.